# Goiain
Goiain en basque ou Gojaín en espagnol  est une commune ou contrée de la municipalité de Legutio dans la province d'Alava, située dans la Communauté autonome basque en Espagne.

## Référence
1. ↑  Officiellement « Goiain » Euskal Herriko leku 2012-07-25 (Site d'Euskaltzaindia ou Académie de la langue basque)